# Crosbyton, Texas
Crosbyton là một thành phố thuộc quận Crosby, tiểu bang Texas, Hoa Kỳ. Năm 2010, dân số của xã này là 1741 người.

## Dân số
- Dân số năm 2000: 1874 người.
- Dân số năm 2010: 1741 người.